# Metalectra corcyra
Metalectra corcyra är en fjärilsart som beskrevs av William Schaus 1916. Metalectra corcyra ingår i släktet Metalectra och familjen nattflyn. Inga underarter finns listade i Catalogue of Life.